# Forconium
Forconium ou Forcona est une ancienne ville des Vestins, un peuple italique de la vallée de l'Aterno-Pescara, devenu depuis les années 1960, un site archéologique situé au sud-est de l'actuelle ville de L'Aquila, province de L'Aquila dans les Abruzzes,.
La cité était située sur la via Claudia Nova, qui permettait la liaison entre la via Salaria et la via Valeria ; elle était également située à une courte distance d'Aveia, une municipalité romaine.

## Historique
La datation du premier site de Furconium est imputable à la République romaine. Le centre a été construit sur le territoire des Vestins, à une courte distance de la ville plus célèbre d'Aveia. Les premières structures qui l'ont caractérisé, trouvées lors des fouilles de 1995 à 2000, peuvent être datées entre les IIe et Ier siècles av. J.-C. Son apogée s'est produite à l'époque augustéenne comme le démontre la qualité des découvertes avec cette datation.  Vers 250 apr. J.-C., Maxime d'Aveia fut martyrisé à proximité.

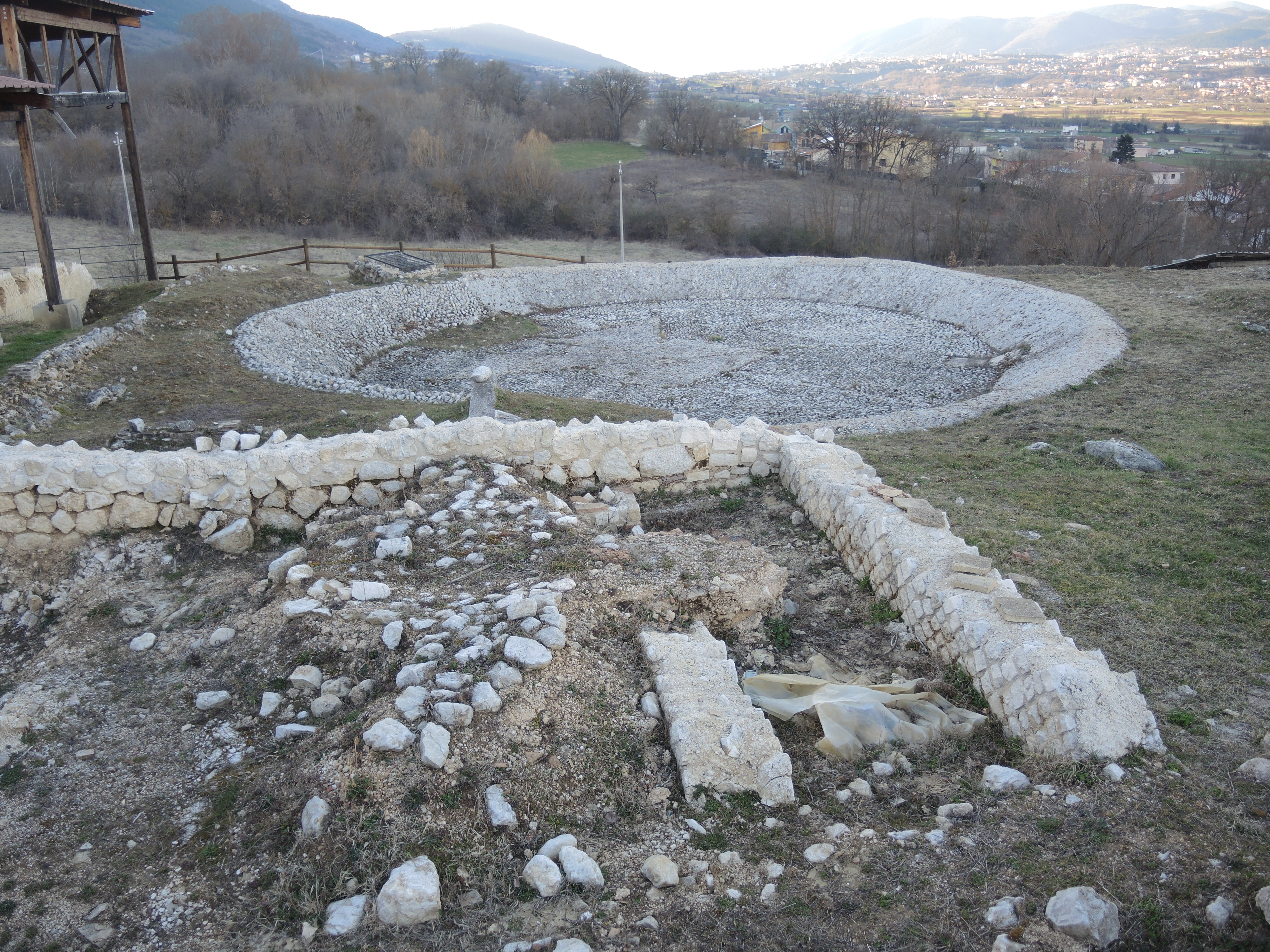

La cité connut ensuite un moment de déclin à la fin de l'époque impériale. Après la destruction d'Aveia par les Lombards, le corps de Maxime d'Aveia fut transféré à Forcona ; selon Francesco Lanzoni (it), à cette occasion le diocèse d'Aveia fut également transféré au nouveau siège de Forcona.
Au début du Moyen Âge, le centre connut une nouvelle période d'épanouissement sous le contrôle de l'abbaye de Farfa. Elle accueillit l'empereur Otton Ier de Saxe et le pape Jean XIII qui, le 10 juin 957, s'y rendirent pour rendre hommage aux reliques de saint Maxime (célébrés le 10 juin). Au XIe siècle, Forcona faisait partie des possessions des comtes de Marsi, avant que ses habitants ne se révoltent contre eux. Le comté fut donc divisé en plusieurs comtés et annexé au royaume de Sicile. 
Au XIIIe siècle, Forcona, avec Amiternum et de nombreux autres châteaux répartis dans la vallée d'Aterno, contribua à la fondation de L'Aquila. Lors de la construction de la cathédrale de L'Aquila - qui accueillit également les reliques de saint Maxime d'Aveia - le diocèse de Forcona fut transféré à l'archidiocèse de L'Aquila avec la bulle papale Purae fidei du pape Alexandre IV en date du 22 décembre 1256. Berardo da Padula (it), ancien évêque de Forcona, devient de facto évêque de L'Aquila. 
Le transfert du diocèse et l'urbanisation progressive de L'Aquila ont contribué à la disparition de Forcona. De nombreux vestiges subsistent de la ville et de sa cathédrale, dédiée à Maxme d'Aveia, ce qui en fait un site archéologique important.

## Zone archéologique

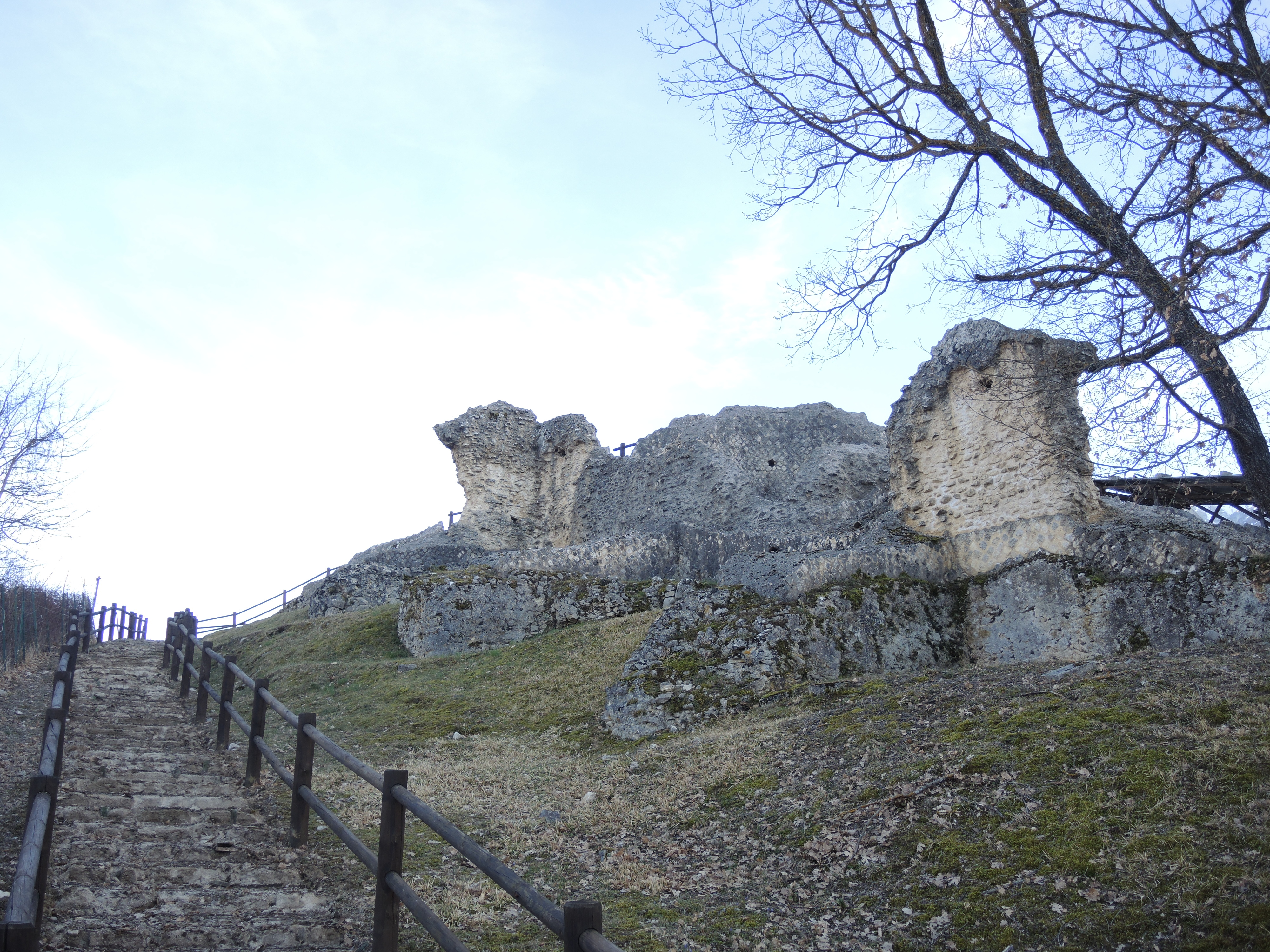
Entrée du site archéologique.

Grâce aux innombrables campagnes de fouilles menées au fil des années, il a été possible de récupérer une grande quantité de découvertes liées à la colonie romaine de la fin de l'époque républicaine. 
Dans cette zone, parmi les constructions les plus récentes,  on trouve des pans de murs, des structures romaines sous-jacentes à l'ancienne cathédrale de San Massimo, les vestiges d'un complexe thermal incorporés aux fondations du bâtiment du XVIe siècle de Villa Oliva, le temple dédié à Féronie retrouvé et réinhumé dans les années 1970, ainsi que de nombreuses inscriptions funéraires et dédicatoires.

## Galerie

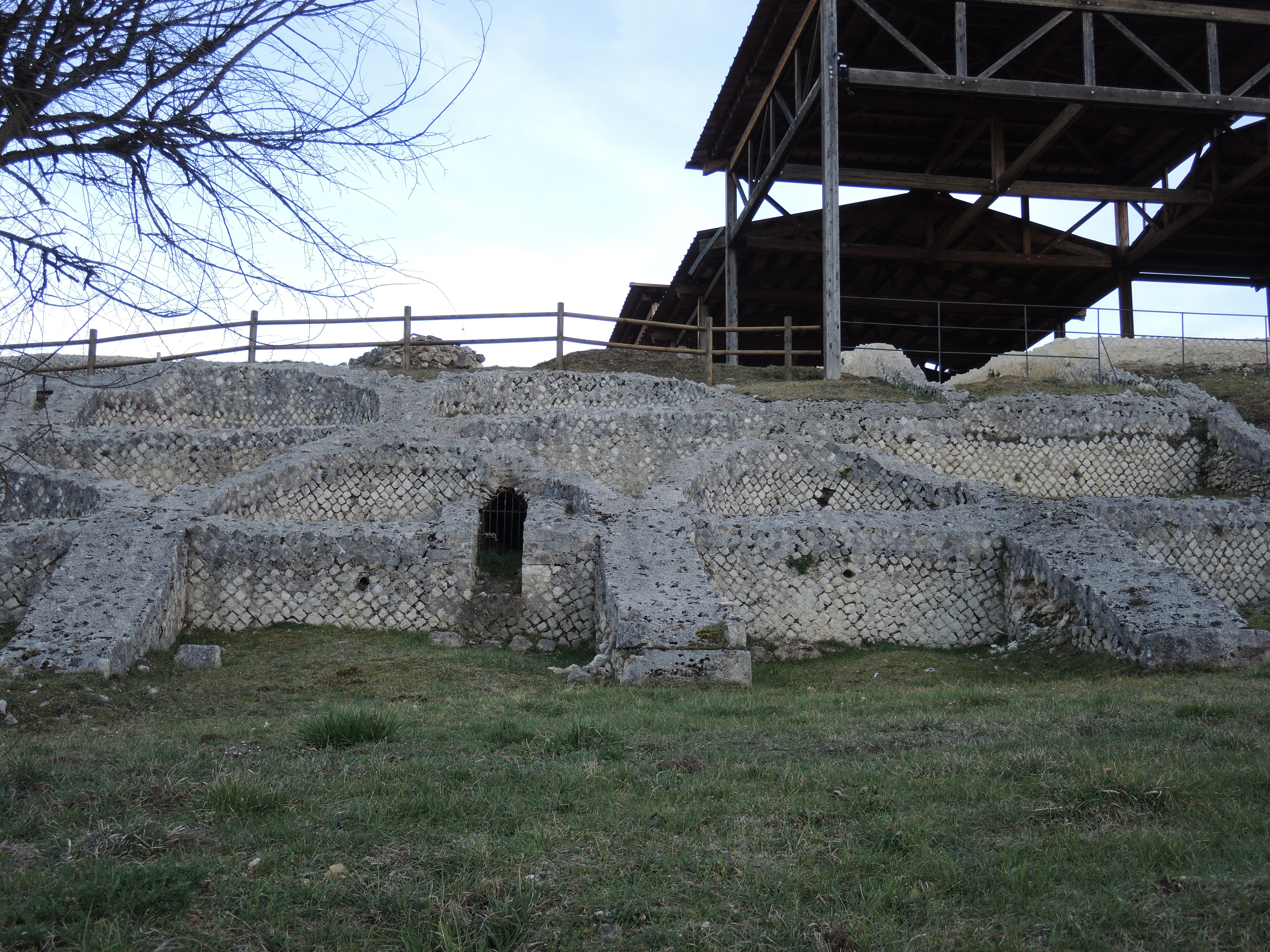
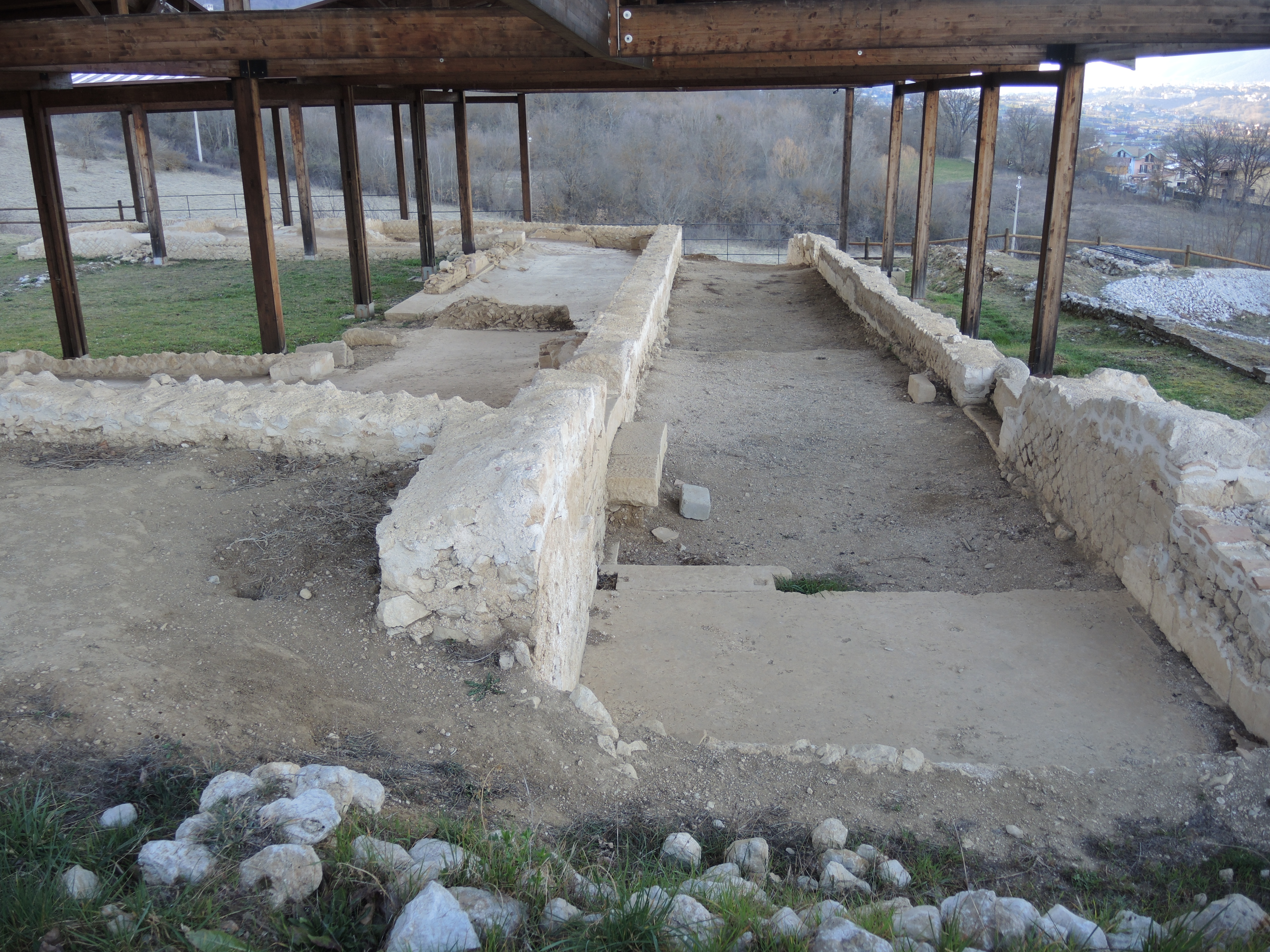